# Hanna Obbeek
Hanna Obbeek (sinh ngày 24 tháng 4 năm 1998), bút danh: Hanna ter Steege, là một nữ diễn viên người Hà Lan. Cô là con gái của ca sĩ Jan Obbeek và nữ diễn viên Johanna ter Steege.
Cô được biết đến trong bộ phim Secret Letters, In the Heart, Bobby & the Ghosthunters và đặc biệt là vai diễn cô bé Akkie trong Eighth Graders Don't Cry (2012), đóng cặp với cậu bạn thân Nils Verkooijen.

## Tổng quan
Hanna Obbeek sinh ra trong gia đình theo nghệ thuật. Vì vậy, ngay từ nhỏ, Hanna đã được tiếp xúc với môn nghệ thuật thứ 7. Sau một vài vai diễn, cô tỏa sáng với vai cô bé 14 tuổi bị ung thư, Akkie trong phim chiếu rạp Eighth Graders Don't Cry (2012). Với vai trò này, Obbeek đã được đề cử cho Giải thưởng Rembrandt trong hạng mục Nữ diễn viên xuất sắc nhất. Sau đó, cô trở lại với Bobby & the Ghosthunters (2013) nhưng không thực sự tạo nên tiếng vang. Kể từ đó, sự nghiệp diễn xuất của Hanna bị chững lại và gần như rút lui khỏi làng giải trí năm 2018, cô tập trung vào thiết kế trang phục.

## Phim ảnh

### Phim điện ảnh
| Năm  | Phim                     | Tên gốc                      | Vai diễn             | Ghi chú    |
| ---- | ------------------------ | ---------------------------- | -------------------- | ---------- |
| 2010 | Secret Letters           | Briefgeheim                  | Eva                  | Nữ chính   |
| 2012 | Eighth Graders Don't Cry | Achtste-groepers huilen niet | Akkie                | Nữ chính   |
| 2013 | Bobby & the Ghosthunters | Bobby en de geestenjagers    | Sanne                | Nữ chính   |
| 2014 | The Boxtrolls            | De Boxtrollen                | Giọng nói của Winnie | Lồng tiếng |
| 2014 | In the Heart             | Onder het hart               | Sofie                | Nữ phụ     |
| 2014 | Blood, Sweat & Tears     | Bloed, zweet & tranen        | Con gái Tim Griek    | Cameo      |
| 2018 | Yellow leaves            | Bladgoud                     |                      | Cameo      |

### Phim truyền hình
| Năm  | Phim      | Tên gốc    | Tạm dịch  | Ghi chú |
| ---- | --------- | ---------- | --------- | ------- |
| 2014 | Murderess | Moordvrouw | Giết chết | Cameo   |